# Pasov
Pasov (německy Passau, latinsky Castra Batavia) je město v Německu. Nachází se na jihovýchodě spolkové země Bavorsko na soutoku tří řek (Dunaj, Inn a Ilz), těsně u hranice s Rakouskem a zhruba 60 km jižně od hranice s Českem. Žije zde přibližně 54 tisíc obyvatel. Pasov má postavení městského okresu (Kreisfreie Stadt) a zároveň je správním střediskem stejnojmenného zemského okresu (Landkreis).

## Historie

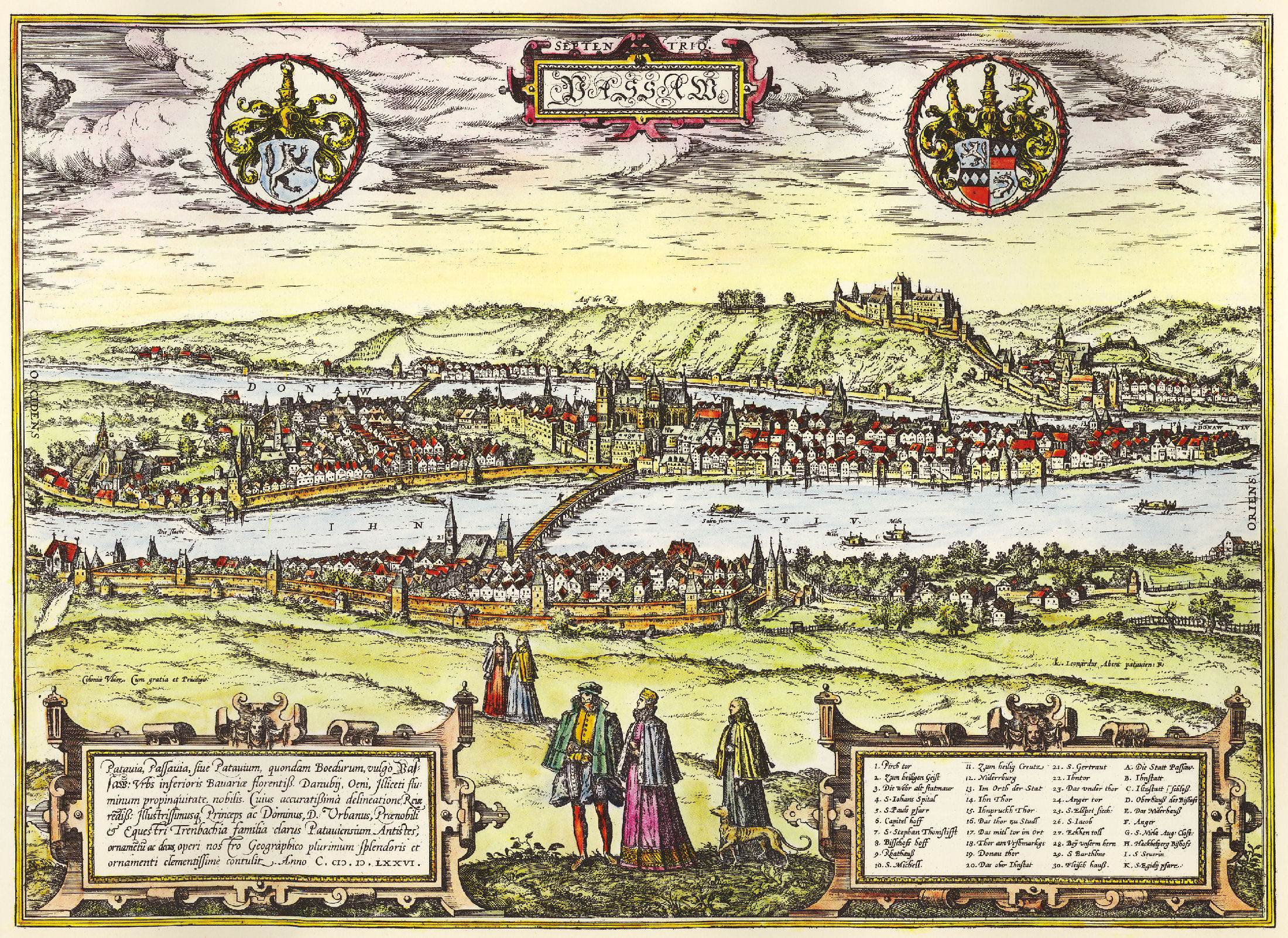
Pohled na Pasov mezi lety 1572 a 1618, Georg Braun a Franz Hogenberg

Na pahorku dnešního starého města (Altstadt) existovalo již ve starověku sídliště keltských Bójů. V 1. století zde vznikly dvě římské pevnosti – castella. Jedna z nich, která ležela na území dnešního starého města, dostala název podle kohorty germánských Batavů - Castra Batavia. Z latinského výrazu Batavis pochází pozdější německý místní název Passawe. Druhá pevnost, Castellum Boiotro, se nacházela na pravém břehu řeky Inn (na území dnešní městské části Innstadt). Dnes je zde římské muzeum (Römermuseum Kastell Boiotro). Pro Římany měly tyto pevnosti velký strategický význam, neboť střežily severní hranici říše Limes Romanus, ohrožovanou stále více germánskými kmeny. Po roce 476 je však římské jednotky opustily.
V 6. století se v okolí Pasova usídlili Bavoři a postavili tu svůj vévodský dvorec, na jehož místě vznikl po založení biskupství ženský klášter, později nazývaný Niedernburg (dolní město, hrad na rozdíl od horní, biskupské části města). V roce 739 založil sv. Bonifác v Pasově biskupství. Roku 789 povýšil Karel Veliký rivala pasovských biskupů biskupství Salcburk na arcibiskupství. Pasovští biskupové šířili křesťanství dále na východ. Podle tradice (roku 831) přijali z Pasova křest moravští Mojmírovci a jejich knížectví se dostalo do jurisdikce pasovského biskupství. V 10. století za biskupa Pilgrima směřovaly misie z Pasova až k Maďarům do Panonie, ale úsilí pokřtít maďarského vládce Gejzu zůstalo neúspěšné stejně jako snahy o povýšení pasovského biskupství na misijní centrum pro Rakousko, Korutany, Moravu a Uhry. Pilgrim se svého cíle dokonce pokusil dosáhnout pomocí zfalšovaných papežských listin, které měly dokázat, že do Pasova bylo v 8. století přeneseno arcibiskupství z římského Laureaca (rakouský Lorch).
V roce 999 se pasovští biskupové stali světskými pány města. K jejich državám přibyly roku 1161 z rozhodnutí císaře Fridricha I. Barbarossy ještě rozsáhlé pozemky benediktinského opatství Niedernburg, rozkládající se až k českým hranicím. Mocné a bohaté pasovské biskupství tak ovládalo mezi říšskými biskupstvími nejrozsáhlejší oblast. Roku 1217 povýšil císař Fridrich II. pasovského biskupa Ulricha na říšského knížete. V roce 1219 zahájili biskupové stavbu pevnosti Obernhaus (Veste Obernhaus).
Pasov se zdárně ekonomicky rozvíjel díky výhodné poloze na dunajské cestě, díky níž byl od nepaměti dopravním uzlem, spojujícím sever s jihem i východ se západem. Ve středověku tudy procházela Zlatá stezka, důležitá obchodní cesta spojující českou kotlinu s Podunajím. Pasovem procházeli obchodníci se solí, těženou v alpském podhůří, i kupci ze středomořské oblasti. Proto zde byl roku 1133 vystavěn dřevěný most přes řeku Inn, 1278 následoval kamenný most přes Dunaj. Roku 1255 získal Pasov významná privilegia, nicméně zůstal dále v majetku biskupů. Další pokusy bohatých měšťanů (1298, 1367) o dosažení nezávislosti nebyly úspěšné.
Roku 1552 uzavřeli v Pasově dohodu o vyznání císař Karel V. Habsburský a protestantský kurfiřt Mořic Saský, která předznamenala pozdější vydání augsburského míru (1555). Roku 1676 se zde konala svatba Leopolda I. Habsburského s Eleonorou Magdalenou Falcko-Neuburskou. Roku 1683 se císař uchýlil do města znovu v době obléhání Vídně Turky. Tehdy navštěvoval nedávno vystavěný poutní kostel Mariahilf a modlil se zde za odvrácení tureckého nebezpečí.
V letech 1634 a 1650 zasáhla město morová epidemie. 1662 a 1680 ho citelně poškodily požáry. Biskupové poté povolali do svých služeb italské architekty, kteří zde postavili mnoho nádherných barokních staveb. Například roku 1668 zahájil Carlo Lurago dostavbu dómu sv. Štěpána (St.-Stephan-Dom), v letech 1712–1730 byla postavena nová biskupská rezidence (Neue Residenz) ad.
Roku 1789 byla v Pasově založena manufaktura na výrobu porcelánu.
Roku 1803 bylo pasovské duchovní knížectví sekularizováno a připojeno k Bavorsku, v roce 1871 společně s ním připadlo k Německu. Roku 1821 se Passov znovu stal sídlem biskupa.

## Charakter města

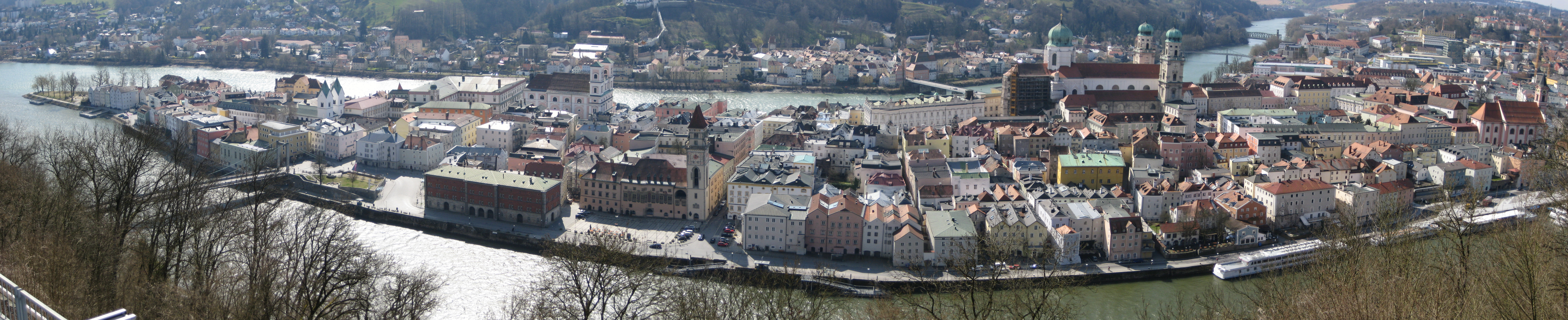
Pasov – město na soutoku tří řek

Pasov je známý jako město tří řek. Stékají se zde Dunaj, Inn a Ilz. Přestože Inn, který zde tvoří hranici mezi Německem a Rakouskem, je z nich nejmohutnější, Dunaj je delší, a proto se Inn považuje za jeho přítok. Staré centrum města leží na výběžku mezi soutokem Innu a Dunaje, nové čtvrti za řekami na přilehlých kopcích. Díky svojí malebnosti a barokní architektuře (dóm sv. Štěpána, staré město) je navštěvován hojně turisty, také z České republiky.
Na základě zákona z roku 1966 zde byla založena univerzita, kde dnes studuje kolem 5 tisíc studentů.

## Doprava
Pasov má rozvinutou síť městské hromadné dopravy, přímo v centru města se nachází nádraží s provozem vlaků kategorií InterCity, EuroCity i ICE a kolem města vede dálnice A3 spojující Řezno s Lincem. Důležitými dopravními tepnami jsou také řeky Dunaj a Inn, po nichž lze podniknout vyhlídkové plavby kolem Pasova i do okolních měst.

## Významné památky a muzea

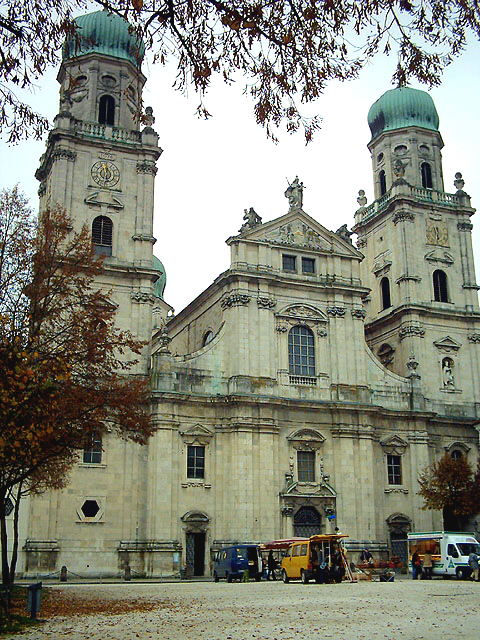
Dóm sv. Štěpána

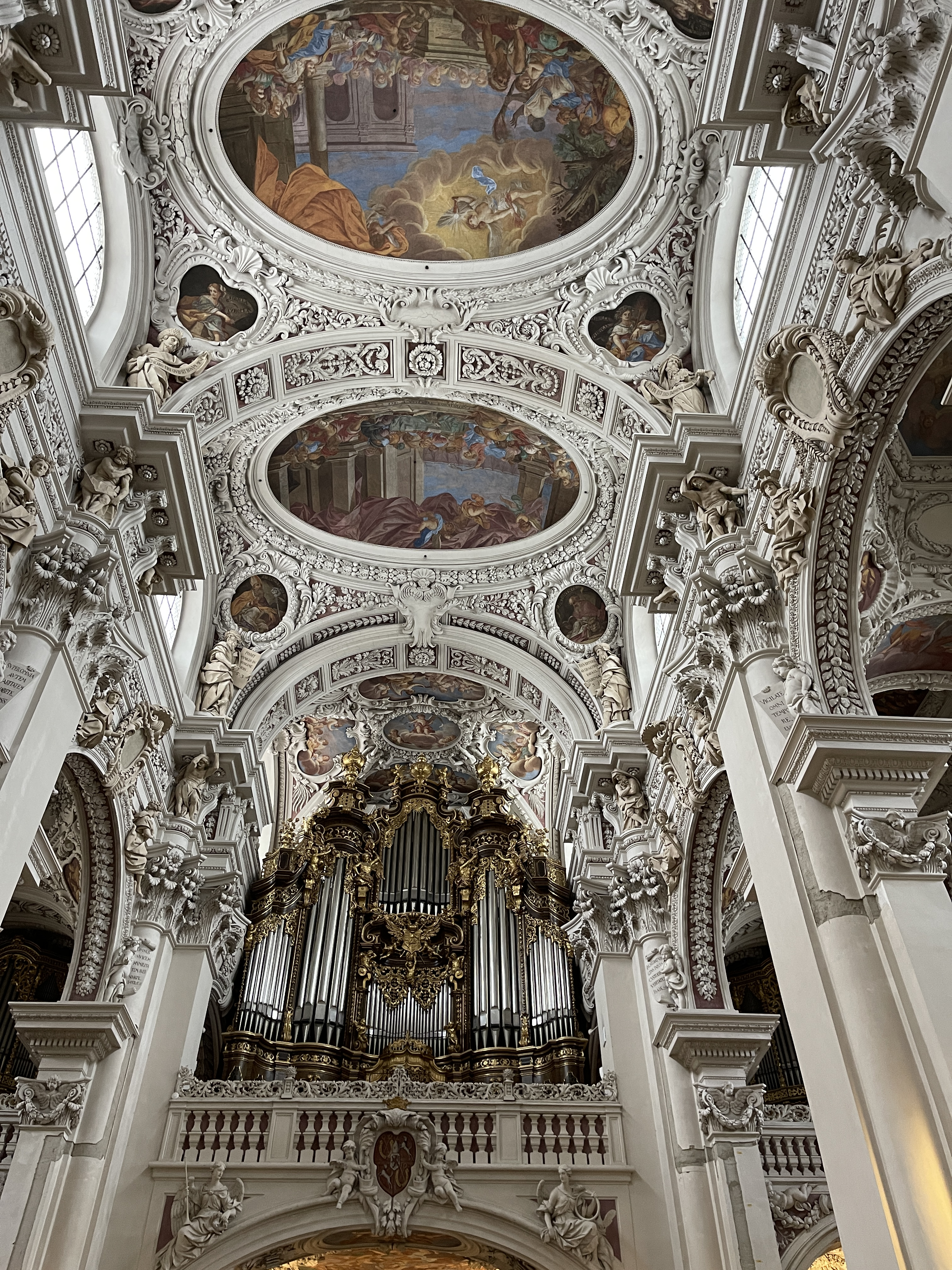
Barokní interiér dómu s největšími chrámovými varhanami na světě

- Dóm sv. Štěpána (St.-Stephans-Dom)
- Farní kostel sv. Pavla (St. Paul)
- Dómská pokladnice a Diecézní muzeum (Domschatz- und Diözesanmuseum)
- Klášter Niedernburg s hrobkou blahoslavené Gisely
- Muzeum moderního umění (Museum Moderner Kunst)
- Nová biskupská rezidence (Neue Residenz)
- Poutní kostel a klášter Mariahilf
- Radnice (Rathaus)
- Římské muzeum hrad Boitro (Römermuseum Kastell Boiotro)
- Sklářské muzeum (Glasmuseum)
- Veste Niederhaus – hrad z poloviny 14. století, od roku 1890 v soukromém vlastnictví[3]
- Veste Oberhaus – hrad založený v roce 1219, bývalé sídlo pasovských biskupů, muzeum[4]

## Vzdělání
V roce 1622 založil biskup Leopold V. římskokatolický kněžský seminář, jehož reformou a rozšířením byla v roce 1923 vytvořena vysoká škola filozoficko-historická a v roce 1978 otevřena univerzita, která od počátku 21. století sídlí v samostatném kampusu.

## Partnerská města
- Hackensack, New Jersey, Spojené státy americké, od roku 1952
- Dumfries, Skotsko, Spojené království, 1957 (neplatné, protože oficiálně už neexistuje, stalo se částí jiného města)
- Cagnes-sur-Mer, Francie, 1973
- Kremže, Rakousko, 1974
- Akita, Japonsko, 1984
- Málaga, Španělsko, 1987
- České Budějovice, Česko, 1993
- Liou-čou, Čína, 1999
- Veszprém, Maďarsko, 1999
- Montecchio Maggiore, Itálie, 2003